# Вязников, Павел Александрович
Павел Александрович Вязников (род. 1965) — писатель, переводчик с английского языка.
Переводил произведения Герберта, Корнблата, Хайнлайна.
Перевод имён собственных в романе «Дюна», выбранный Павлом Вязниковым, вызвал ряд споров в среде поклонников фантастики.
В 1992 г. получил премию журнала «Смена» за лучшее переводное произведение года (Пол Гэллико, «Цветы для миссис Харрис»).
В 2000 году получил премию «Странник» за перевод романа Фрэнка Герберта «Дюна».
Автор рассказа «В королевстве далёкой земли» и, под псевдонимом П. Александрович, цикла рассказов «Кошмары», вошедшего в антологию «До Света».